# Weirdo Rippers
Albums de No Age
Sick People Are Safe
(2007) Nouns
(2008)
Weirdo Rippers est une compilation du groupe américain de rock No Age. Le disque est édité en 2007 par le label Fat Cat Records.

## Parution
En mars 2007, No Age réalise une série de cinq EP, édités par autant de labels différents, disponibles uniquement en vinyle et en édition limitée. La moitié des morceaux présents sur ces premiers disques figure sur la compilation Weirdo Rippers, sortie quelques mois plus tard chez Fat Cat Records.

## Réception
La critique réserve à Weirdo Rippers un accueil positif. Les sites musicaux Pitchfork et Drowned in Sound l'ont placé respectivement à la 12e et 8e place de leur liste des « meilleurs albums de l'année 2007 »,. Dans leur critique détaillée, Pitchfork lui attribue la note de 8/10, alors que Drowned in Sound lui décerne un 9/10.
La sortie de Weirdo Rippers décuple la  notoriété du groupe. No Age est notamment présenté dans un long article du magazine The New Yorker consacré à la scène punk rock de Los Angeles et dans des quotidiens comme le Los Angeles Times.

## Liste des titres
1. Every Artist Needs a Tragedy - 3:38
2. Boy Void - 1:45
3. I Wanna Sleep - 2:59
4. My Life's Alright Without You - 1:59
5. Everybody's Down - 2:20
6. Sun Spots - 1:22
7. Loosen This Job - 3:40
8. Neck Escaper - 2:08
9. Dead Plane - 4:12
10. Semi-Sorted - 3:46
11. Escarpment - 4:01